# Saltsjöbron

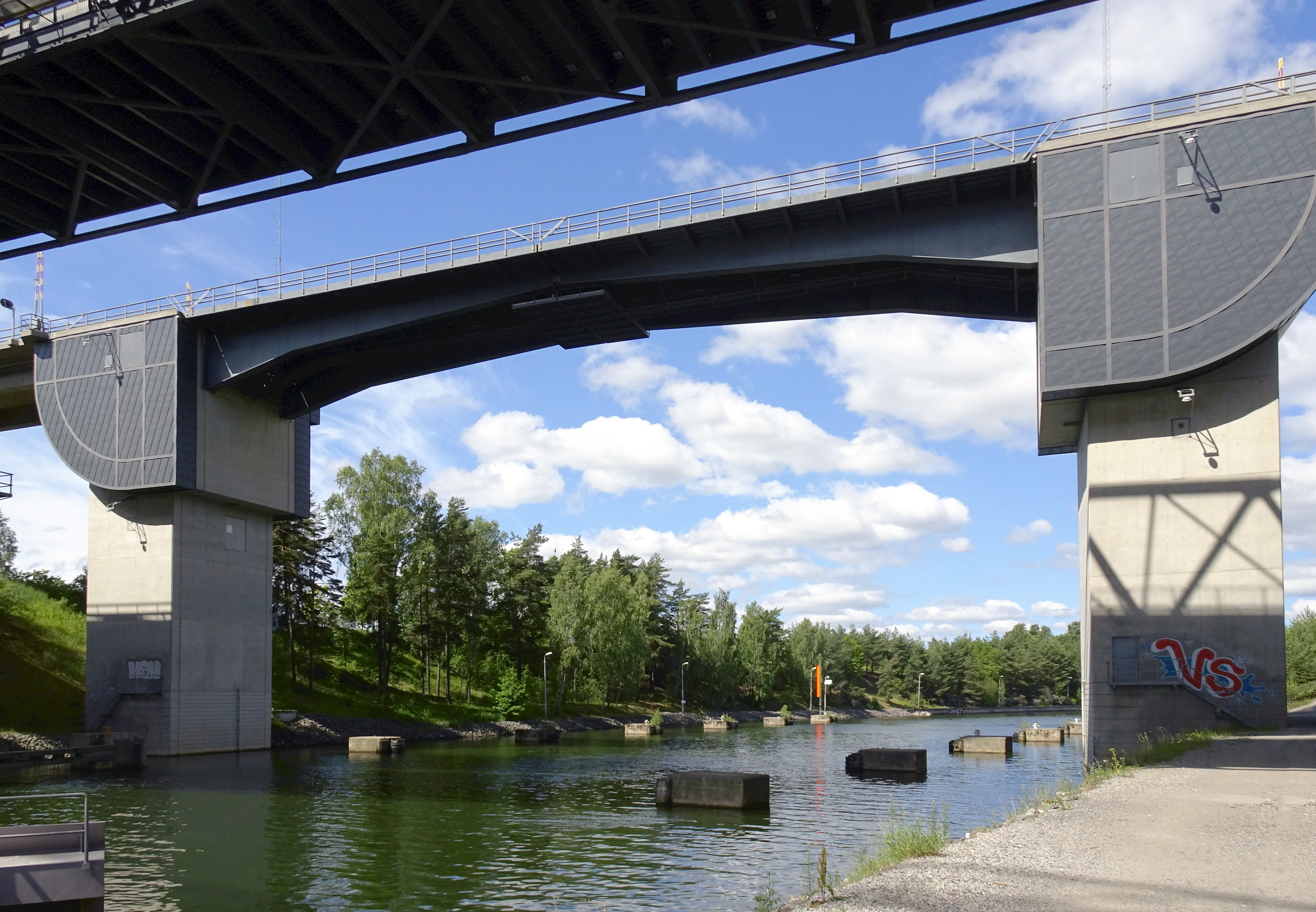
Saltsjöbron sedd från öster 2017.

Saltsjöbron är en klaffbro över Östersjödelen av Södertälje kanal i södra Södertälje. Bron invigdes år 2002.

## Bakgrund
Saltsjöbron utgör tillsammans med E4-bron en förbindelse mellan stadsdelarna Södra och Viksängen i Södertäljes södra delar. Vägen som går över bron heter Viksängsleden, och utgår i söder från korsningen mellan Hertig Carls väg och Verkstadsvägen. Den slutar i korsningen med Länsväg 225 vid Hagabergsrondellen i Hagaberg. På brons västra sida finns en gång- och cykelbana. Saltsjöbron byggdes för att avlasta E4-bron och ge ett alternativ om den bron (också öppningsbar) skulle haverera, vilket hände 1990.
I slutet av 1994 slöts ett ramavtal mellan Södertälje kommun och Vägverket om en gemensam finansiering av ett Södertäljepaket för att förbättra den lokala trafiksituationen i staden. Tre delar ingick; Trafikplats Södertälje Syd vid Södertälje Syd i Pershagen, Trafikplats Moraberg vid Moraberg och Viksängsleden med Saltsjöbron.
I november 1998 påbörjades arbetet med Saltsjöbron och Viksängsleden och enligt planerna skulle arbetena vara klara i december 2001. Förseningar i produktionen förhindrade ett öppnande. Den 23 mars 2002 inträffade ett haveri i klaffmaskineriet på Saltsjöbrons sydsida. Efter modifiering i konstruktion och styrsystem var slutbesiktningen genomförd och därmed kunde bron öppnas för trafik.

## Konstruktion
Saltsjöbron är en dubbel klaffbro i samma höjd som motorvägsbron. Tillfartsbroarna är utformade som spännarmerade tvåbalksbroar i nio respektive tre fack. Den fria spännvidden mellan klaffkamrarna är 53 meter och bredden mitt på bron 12,5 meter. Bron öppnas och stängs med hydraulcylindrar som är inbyggda i klaffkamrarna. Den har en segelfri höjd på 26,5 m när den är stängd. Den fasadbelysta bron är utformad för att ge en estetiskt tilltalande portalverkan. Konstruktör var ELU konsult som anlitades av entreprenören NCC. Byggkostnaden var 200 miljoner kronor.

## Bilder

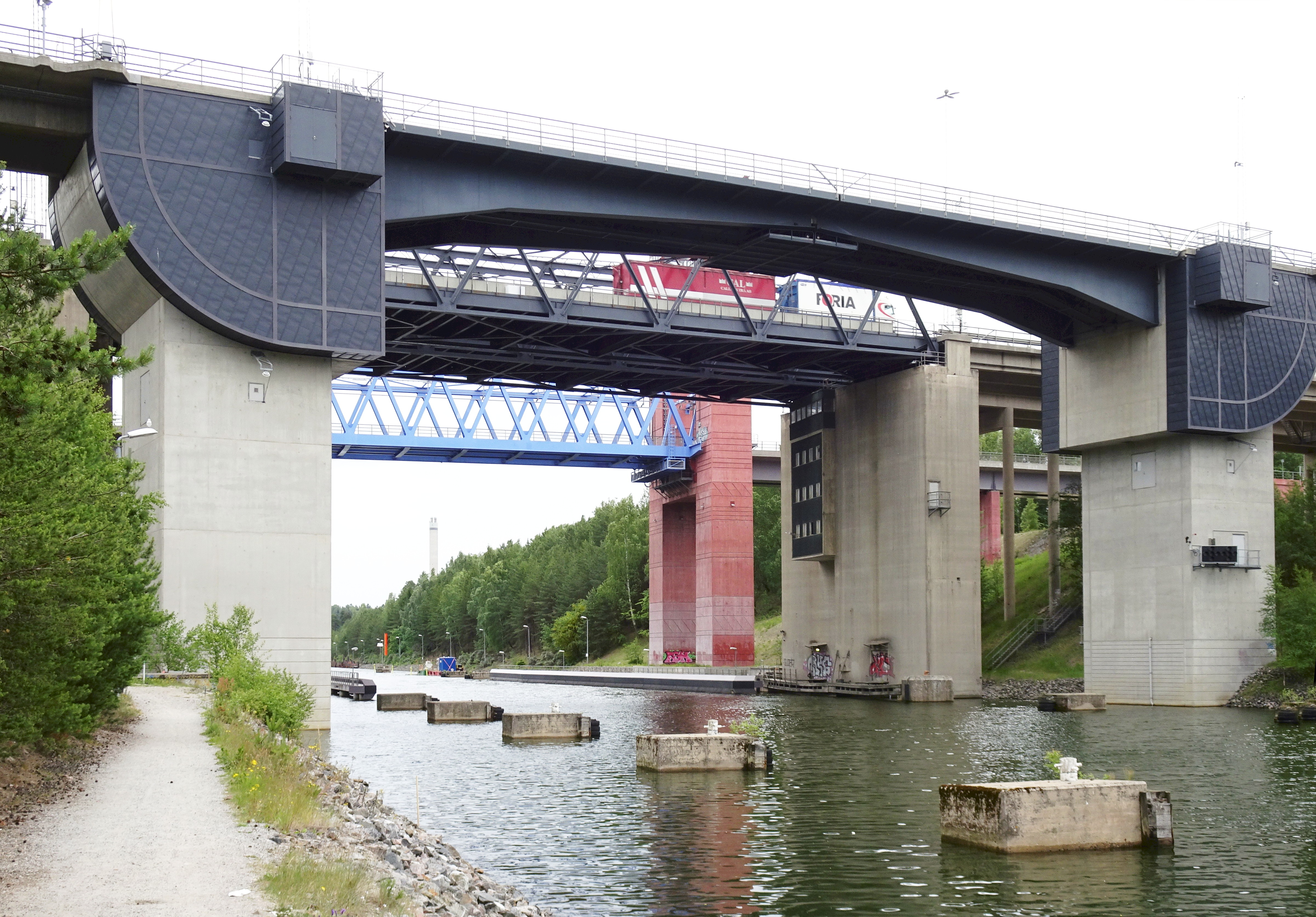
Tre broar: Saltsjöbron (närmast), E4-bron och nya Järnvägsbron.
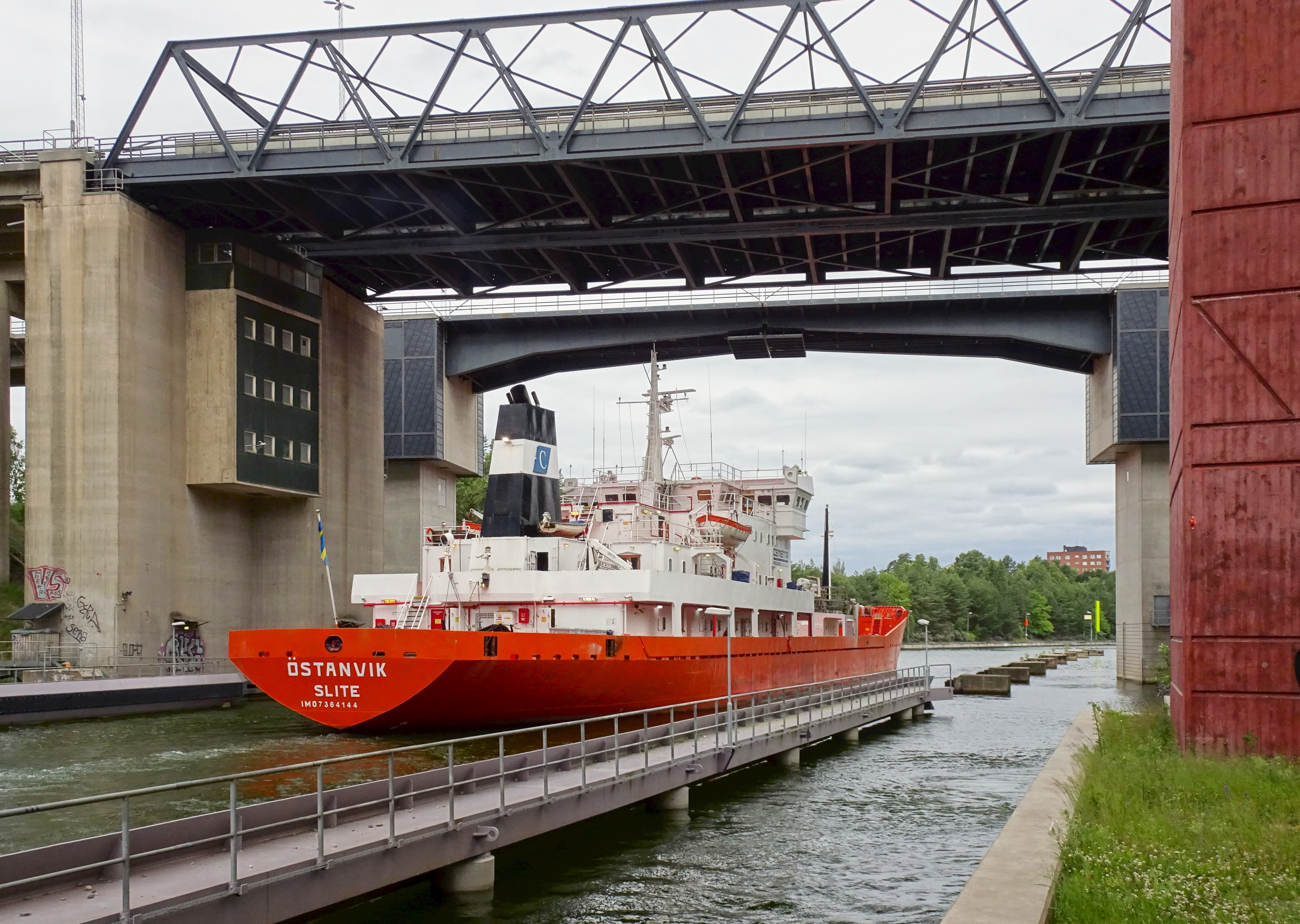
M/S Östanvik går in under E4-bron och Saltsjöbron.
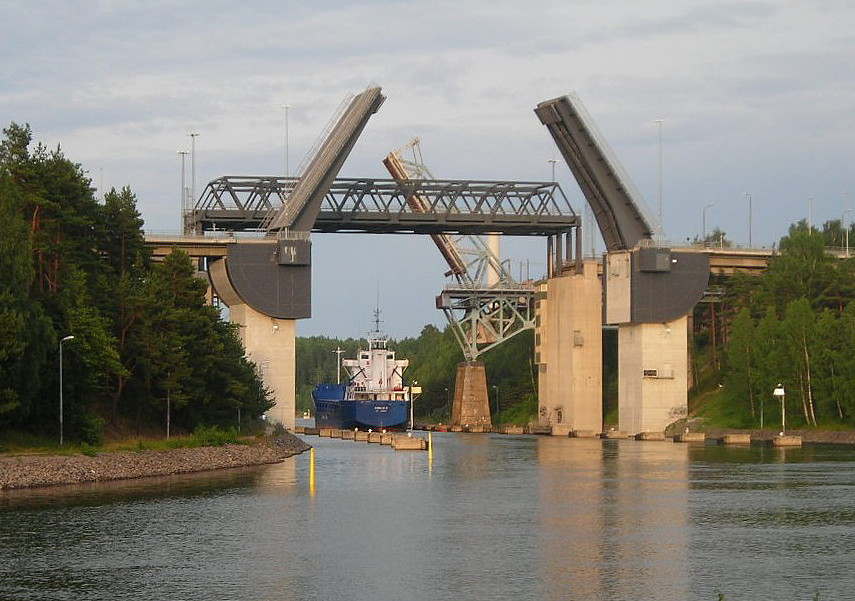
Saltsjöbron i uppfällt läge, i bakgrunden syns den äldre Järnvägsbron.
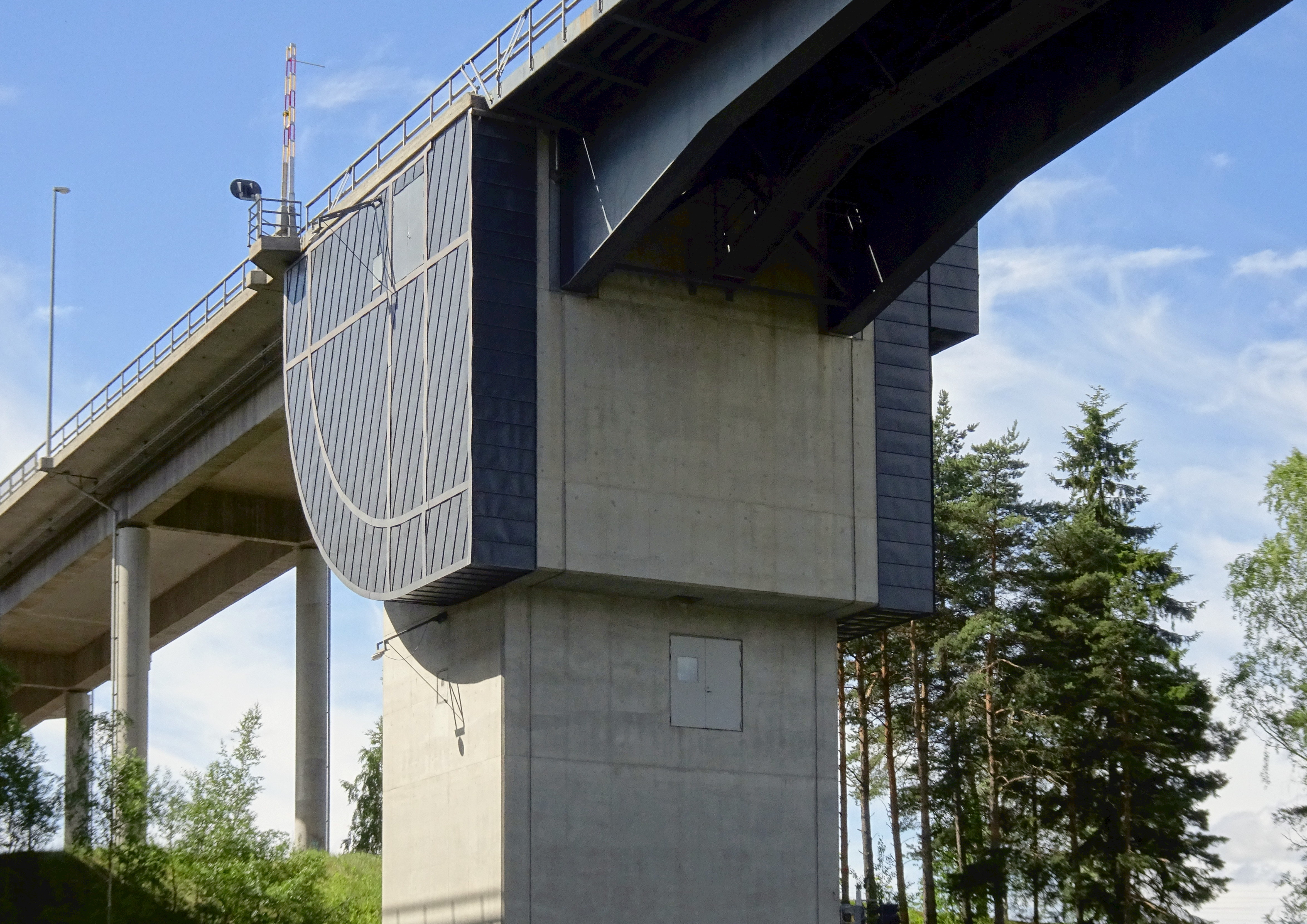
Saltsjöbron, södra klaffens brofäste.